# Ариенис
Ариенис — была, согласно Геродоту, дочерью царя Лидии Алиатта II и сестрой другого царя Лидии Крёза.

## Имя
Имя Ариенис происходит от латинской транслитерации древнегреческого Ἀρύηνις, которое само по себе было эллинизированной формой лидийского имени, родственного хеттскому термину 𒂖 arawanni-, что означало «свободный», то есть свободный человек, в отличие от порабощённого или несвободного человека.

## Семья
После битвы на Галисе она вышла замуж за Астиага, сына мидийского царя Киаксара II, в рамках дипломатического брака, скрепившего мирный договор между Киаксаром II и Алиаттом II . Ариенис стала супругой Астиага, когда тот сменил Киаксара II Геродот четко не идентифицирует её как мать Манданы, и есть предположение, что Мандана (жена Камбиса I из Аншана) могла быть рождена от более ранней жены Астиага.